# Ламбетський палац
Ла́мбетський пала́ц (англ. Lambeth Palace) — лондонська резиденція архиєпископа Кентерберійського протягом понад 750 років, розташована на південному березі Темзи, в районі Ламбет.

## Історія
Ділянка на протилежному від Вестмінстера березі належала архієпископам вже в XIII столітті, а в XIV тут судили Джона Вікліфа. Від споруд тих часів збереглася лише каплиця в готичному стилі. Башта лоллардів, що в Англійську революцію слугувала в'язницею для інакодумців, була зведена в 1490 році. Цегельний в'їзд на територію палацу, виконаний за наказом єпископа Мортона близько 1495 року — визначний зразок кам'яної кладки початку епохи Тюдорів. Великий Хол, основна частина якого була зруйнована за часів Кромвеля, був реконструйований при архієпископові Джуксоні, в 1663 році.
Весь палац був збудований заново після революції в архаїчному стилі з елементами готики. Пізніше палац оновили — житлову частину спроектував Едвард Блор (автор Воронцовського палацу в Алупці) для архієпископа Хаулі. Її побудували в 1829–1833 роках в стилі неоготики.

## Сучасність
Нині в палаці можна побачити портрети архієпископів пензля Гольбейна, Ван Дейка, Хогарта і Рейнольдса. У палаці також є обширна зала завдовжки 28 м і завширшки — 12. У ній розташовується офіційна бібліотека архієпископів на 40 000 томів, заснована архієпископом Уітгифтом в 1610 році.
Поруч знаходиться приходська церква Святої Марії, реконструйована в 1851 році. Від будівлі XIV століття збереглася лише гранітна кладка західної башти.